# Liste ziviler Schiffe mit Nuklearantrieb
Diese Liste enthält alle zivilen Schiffe, deren Antriebskraft mit einem Kernreaktor erzeugt wird.
Bisher wurden vier Frachtschiffe und dreizehn Eisbrecher mit Nuklearantrieb gebaut.
| Name            | Staat       | BRT    | Kernreaktor                                              | Indienst- stellung | Außerdienst- stellung              | Bemerkung                                                                                             | Foto |
| --------------- | ----------- | ------ | -------------------------------------------------------- | ------------------ | ---------------------------------- | --- | ---- |
| Frachtschiffe   |             |        |                                                          |                    |                                    | |      |
| Savannah        | USA         | 22.000 | Druckwasserreaktor 74 MW                                 | 1962               | 1970                               | Einsatz bis 1970, seitdem Museumsschiff                                                               |      |
| Otto Hahn       | Deutschland | 16.870 | Druckwasserreaktor 38 MW                                 | 1968               | 2009                               | Einsatz mit Nuklearantrieb von 1968 bis 1979, danach Umbau und Einbau eines Dieselmotors              |      |
| Mutsu           | Japan       | 08.400 | Leichtwasserreaktor 36 MW                                | 1970               | 1995 (Nuklearantrieb außer Dienst) | Probefahrten zwischen 1970 und 1995, danach Umbau in ein Forschungsschiff mit konventionellem Antrieb |      |
| Sevmorput       | Russland    | 61.880 | KLT-40-Reaktor 135 MW                                    | 1988               | 2012–2015                          | kommerzieller Betrieb, Reaktivierung erfolgte am 30. November 2015                                    |      |
| Atomeisbrecher  |             |        |                                                          |                    |                                    | |      |
| Lenin           | Sowjetunion | 16.000 | drei OK-150 (3 × 90 MW), später zwei OK-900 (2 × 171 MW) | 1959               | 1989                               | Umbau zum Museumsschiff                                                                               |      |
| Arktika         | Russland    | 23.460 | zwei OK-900A (2 × 171 MW)                                | 1975               | 2008                               | |      |
| Sibir           | Russland    | 21.120 | zwei OK-900A (2 × 171 MW)                                | 1978               | 1993                               | |      |
| Rossiya         | Russland    | 22.920 | zwei OK-900A (2 × 171 MW)                                | 1985               | 2013                               | |      |
| Sovetskiy Soyuz | Russland    | 22.120 | zwei OK-900A (2 × 171 MW)                                | 1989               |                                    | |      |
| Yamal           | Russland    | 23.455 | zwei OK-900A (2 × 171 MW)                                | 1992               |                                    | |      |
| 50 Let Pobedy   | Russland    | 25.840 | zwei OK-900A (2 × 171 MW)                                | 2007               |                                    | |      |
| Tajmyr          | Russland    | 21.100 | ein KLT-40M (171 MW)                                     | 1989               |                                    | |      |
| Waigatsch       | Russland    | 21.100 | ein KLT-40M (171 MW)                                     | 1990               |                                    | |      |
| Arktika         | Russland    | 33.530 | 2× RITM-200 (2×175 MW)                                   | 2020               |                                    | Erstes Schiff der LK-60Ja-Klasse                                                                      |      |
| Sibir           | Russland    | 33.530 | 2× RITM-200 (2×175 MW)                                   | 2021               |                                    | LK-60Ja-Klasse                                                                                        |      |
| Ural            | Russland    | 33.530 | 2× RITM-200 (2×175 MW)                                   | 2022               |                                    | LK-60Ja-Klasse                                                                                        |      |
| Jakutia         | Russland    | 33.530 | 2× RITM-200 (2×175 MW)                                   | 2024               |                                    | LK-60Ja-Klasse, fertiggestellt 2022, noch nicht in Dienst                                             |      |